# Lista de membros da Royal Society eleitos em 1892
Membros da Royal Society eleitos em 1892.

## Fellows of the Royal Society (FRS)
1. Robert Young Armstrong (1839-1894)
2. Frank Evers Beddard (1858-1925)
3. Spencer Compton Cavendish[2] (1833-1908)
4. John Ambrose Fleming[3] (1849-1945)
5. Sir Clement le Neve Foster[4] (1841-1904)
6. Hans Friedrich Gadow (1855-1928)
7. Robert Giffen[5] (1837-1910)
8. Francis Gotch (1853-1913)
9. William Abbott Herdman[6] (1858-1924)
10. Farrer Herschell (1837-1899)
11. Frederick Wollaston Hutton (1836-1905)
12. John Joly[7] (1857-1933)
13. Sir Joseph Larmor[8][9][10] (1857-1942)
14. Louis Compton Miall[11] (1842-1921)
15. John Morley (1838-1923)
16. Benjamin Neeve Peach[12] (1842-1926)
17. Alexander Pedler[13][14] (1849-1918)
18. Augustus Desiré Waller[15] (1856-1922)

## Foreign Members of the Royal Society (ForMemRS)
1. Wilhelm Kühne (1837-1900)
2. Eleuthère Mascart (1837-1908)
3. Dmitri Mendeleiev (1834-1907) published the first widely recognized periodic table in 1869
4. Hubert Anson Newton[16] (1830-1896)